# Boulbon
Boulbon je obec ve Francii v departementu Bouches-du-Rhône.

## Poloha
Obec se nachází ve vzdálenosti 15 kilometrů jižním směrem od Avignonu a 8 kilometrů severně od Tarasconu na okraji hřebene Montagnette. V těsné blízkosti pak sousedí s Aramon na severu, s Barbentane na východě, s Tarasconem na jihu a konečně s Saint-Pierre-de-Mézoargues na západě.

## Historie
Nejstarší stopy zdejšího lidského osídlení sahají do druhého tisíciletí před Kristem. V osadě Pas-de-Bouquet na hranici katastru mezi Boulbonem a Tarasconem se nachází galsko-římské archeologické naleziště. Nejstarší zmínky o obci pocházejí z roku 1003. Ve středověku obci dominoval opevněný hrad.

## Obecní znak
V červeném gotickém štítě na nachází vpravo otočený stříbrný jednoocasý lev se stříbrnou zbrojí.

## Vývoj počtu obyvatel
| Rok            | 1962 | 1968 | 1975 | 1982 | 1990 | 1999 | 2008 |
| Počet obyvatel | 867  | 935  | 836  | 1042 | 1329 | 1510 | 1538 |

## Pamětihodnosti
- zřícenina středověkého hradu
- kaple Saint-Marcellin ze 12. století
- kaple Saint-Julien ze 12. století
- boulbonský mlýn

## Významní rodáci
- Jacques Bondon (6. prosince 1927, Boulbon – 2. dubna 2008 Coulommiers) – skladatel